# Tierra de todos
Tierra de todos és una pel·lícula espanyola de 1962 dirigida per Antonio Isasi-Isasmendi i protagonitzant Manuel Gallardo, Fernando Cebrián, Montserrat Julió i Amparo Baró.
Tierra de todos és la primera pel·lícula que presenta la Guerra Civil espanyola des de tots dos bàndols, en un intent de reconciliació. Està ambientada en els Alts Pirineus, amb un pressupost molt baix, perquè no va rebre cap suport i sí totes les traves perquè es fes i estrenés la pel·lícula. L'exèrcit no va voler prestar-li cap material ni uniformes.

## Sinopsi
Dos soldats del bàndol republicà i franquista lluiten en el front. Per la crescuda del riu queden tots dos aïllats. S'odien a mort, però les circumstàncies fan que pernoctin sota el mateix sostre, la qual cosa els porta a conèixer-se una mica i a pensar d'una altra manera.

## Repartiment principal
- Manuel Gallardo - Juan, soldat republicà.
- Fernando Cebrián - Andrés, soldat nacional.
- Montserrat Julió -Teresa.
- Amparo Baró - María.
- Lluís Torner - Pedro.
- Juan Lizárraga - Rafa.
- Fernando Repiso - Chico.
- María Zaldívar - Manuela.
- Antonio Andrada - Don Elías.

## Premis
- Millor interpretació espanyola per Manuel Gallardo al 7a edició dels Premis Sant Jordi de Cinematografia[6]
- Millor pel·lícula als Premis del Sindicat Nacional de l'Espectacle de 1962.[7]